# Formica neogagates
Formica neogagates é uma espécie de formiga do gênero Formica, pertencente à subfamília Formicinae.